# Jésus le Bon et Christ le Vaurien

Jésus le Bon et Christ le Vaurien (titre original : The Good Man Jesus and the Scoundrel Christ) est un roman de l'auteur britannique Philip Pullman, publié en 2010.

## Résumé
Le roman réécrit l'histoire de Jésus, en partant de l'idée qu'il représente en fait deux frères, Jésus et Christ, dont les personnalités se contredisent : Jésus est un homme bon, moral et pieux, alors que Christ est un manipulateur qui souhaite utiliser l'héritage de Jésus pour fonder sa propre Église.

## Réception
Le livre a attiré une large controverse, et Pullman a reçu un grand nombre de courriers haineux de la part de fondamentalistes chrétiens, le menaçant de damnation. Il s'était déjà attiré les foudres des chrétiens conservateurs à la fin des années 1990 pour sa trilogie d’epic fantasy, À la croisée des mondes, où il présentait un multivers où l’Église (catholique, bien qu'elle ne soit pas nommée) exerce une tyrannie omniprésente sur l'ensemble des êtres vivants et où Dieu est un usurpateur qui meurt finalement à la fin de la trilogie.